# Ichneumon leptostigma
Ichneumon leptostigma là một loài tò vò trong họ Ichneumonidae.